# Anacridium javanicum
Anacridium javanicum är en insektsart som beskrevs av Willemse, C. 1932. Anacridium javanicum ingår i släktet Anacridium och familjen gräshoppor. Inga underarter finns listade i Catalogue of Life.